# Лотар III (Свещена Римска империя)
Лотар III фон Суплинбург (на немски: Lothar III, Lothar von Süpplingenburg, Lothar von Supplinburg; * пр. 9 юни 1075, † 3 декември 1137 при Брайтенванг, Тирол) е херцог на Саксония (1106), Римско-немски крал на Германия (1125) и император на Свещената римска империя за три години от 1133 до 1137 г.

## Произход и брак
Син е на граф Гебхард фон Суплинбург от рода на Суплинбургите и Хедвиг от графство Формбах, дъщеря на Фридрих от Формбах и Гертруда от Халденслебен. Лотар е роден през юни 1075 г. малко след смъртта на баща му Гебхард, загинал в битка срещу император Хайнрих IV.
През 1100 г., на 25 години, Лотар фон Суплинбург се жени за Рихенза Нортхаймска († 1141), дъщеря на Хайнрих Дебелия и съпругата му Гертруд Млада фон Брауншвайг, последната от род Брунони.

## Възход към властта
През 1104/1106 г. Лотар подкрепя Хайнрих V във войната за трона против баща му, император Хайнрих IV.
Системно придобиване на поземлена собственост чрез покупка, унаследяване или брачни съюзи прави Лотар един от доминиращите земевладелци в Саксония – той придобива фиефите на фамилиите Билунг, Нордхайм и Брауншвайг. Това дава основание Лотар да бъде провъзгласен за Херцог на Саксония през 1106 г. от император Хайнрих V в замяна на неговата помощ срещу бащата му Хайнрих IV – бивш император на Свещената римска империя. Когато херцог Магнус Билунг умира през 1106 г. без мъжки наследник, крал Хайнрих V дава Херцогство Саксония на Лотар, а не на зетя на Магнус херцог Хайнрих Черния от Бавария. Поощрен от това и разочарован от новите данъци върху херцогствата, Лотар се разбунтува срещу Хайнрих V и отхвърля имперското върховенство над Саксония по време на Инвеститурската Дискусия. Бунтът на Лотар ескалира във въоръжен сблъсък като през 1115 г. неговите войски побеждават тези на императора в битката при Велфесхолц.
Смъртта на Хайнрих V през 1125 г. прави Лотар основен кандидат за избираем монарх на империята. Като властен земевладелец той има предимство пред останалите, но възрастта му (малко над 50 години) и липсата на мъжко потомство правят кандидатурата му по-слаба пред аристокрацията. В крайна сметка Лотар Суплинбург бива избран за крал на Германия след много продължителни спорове с Фридрих II, херцог на Швабия.

## Управление
- 1125 г. – Възцаряването на Лотар е заявено с военна кампания срещу Бохемия, където е избухнала война за наследството след смъртта на Владислав Бохемски. Походът завършва със загуба на битката при Хлумец и Лотар е принуден да признае Собеслав за владетел на Бохемия.
- 1128 г. – Противопоставянето на Лотар и Щауфените продължава и през следващите години, когато оспорва с Фридрих и Конрад Швабски персоналното владение на салически наследствени фиефи. Конрад дори е обявен за антикрал, но губи подкрепата на аристокрацията и назрелият конфликт не прераства в гражданска война.
- 1130 г. – Лотар подкрепя Грегорио Папарески в избора му за папа Инокентий II, а последният го коронясва за император на 4 юни 1133 г.
- 1135 г. – Лотар опрощава братята Щауфен, те признават имперската му власт и се договарят за 10-годишен вътрешен мир.
- 1136 г. – Завоевателна кампания срещу Сицилия, вдъхновена от папа Инокентий II. Военният поход срещу Роже Сицилиански не постига пълен успех поради раздор и спор за завладените територии в Южна Италия. По време на тази кампания Лотар умира.
- декември 1137 г. – Лотар III е погребан в Кьонигслутер ам Елм.

## Наследство
Лотар III не успява да основе династия и след като сам е бил избран за монарх оставя това право на отколешните си противници Щауфен. Съпругата му още като херцог е Рихенза Нортхаймска, с която имат една дъщеря – Гертруде фон Суплинбург, станала по-късно майка на Хайнрих Лъв.